# Jacek Sadkiewicz
Jacek Sadkiewicz (ur. 30 maja 1969 w Bydgoszczy) – polski kierowca wyścigowy.

## Biografia
Pierwszego gokarta otrzymał od ojca w trzeciej klasie szkoły podstawowej. Po rozpoczęciu nauki w Technikum Samochodowym w Bydgoszczy należał do drużyny kartingowej, która czterokrotnie zdobyła mistrzostwo Polski w swojej kategorii. Następnie podjął studia na Wydziale Matematyki i Techniki Wyższej Szkoły Pedagogicznej. W tym czasie wspólnie z Krzysztofem Woźniakiem założył Polsko-Amerykańską Fundację Rozwoju Sportów Motorowych Grand Prix, która promowała młodych kierowców (m.in. Jarosława Wierczuka). Pełnił również funkcję dyrektora Zakładu Badawczego Przemysłu Piekarskiego. W 2000 roku zakupił Dallarę F389, wstąpił do Automobilklubu Wielkopolskiego i założył zespół wyścigowy. Rok później zadebiutował w Polskiej Formule 3. Zajął wówczas piąte miejsce w klasyfikacji końcowej. Przed rozpoczęciem sezonu 2002 zmienił samochód na Dallarę F397. W 2002 roku odniósł pierwsze zwycięstwo w Polskiej Formule 3 (na torze Poznań), a w klasyfikacji generalnej był trzeci. W tym samym roku zadebiutował w Austriackiej Formule 3. Wystartował wówczas w trzech rundach, trzykrotnie był szósty i zajął piętnaste miejsce na koniec sezonu. W 2003 roku podjął intensywny program, w ramach którego startował w Polsce (wicemistrzostwo), Austrii (11. miejsce), Niemczech i Czechach (8. pozycja).
Po 2003 roku przerwał karierę wyścigową. Do ścigania powrócił w 2010 roku, początkowo jako zastępca Giorgia Raffaellego w zespole Fuchs Star Moto Racing. Prowadził wówczas Ferrari F430 GT w wyścigu Invicta Epilog. W 2011 roku wystartował tym pojazdem w jednej eliminacji WSMP (Poznań) w klasie Endurance. Zajął wówczas, ścigając się wspólnie z Maciejem Stańcą, czwarte miejsce, a na koniec sezonu był 26. W sezonie 2012 wystartował Ferrari F430 GT3 w eliminacji na torze Autodrom Most, rywalizując w ramach cyklu Grand Prix Polski, jak również w klasie E1 +3500. Jednej z eliminacji Sadkiewicz nie ukończył, a w drugiej zajął piąte miejsce w Grand Prix Polski oraz czwarte w klasie E1 +3500. Dzięki tym rezultatom został sklasyfikowany na 12. miejscu w klasyfikacji generalnej klasy E1 +3500 oraz na 13. w Grand Prix Polski.

## Wyniki
| Legenda oznaczeń w tabelach wyników Wyświetl szablon na nowej stronie | Legenda oznaczeń w tabelach wyników Wyświetl szablon na nowej stronie                                                                     |
| Oznaczenie                                                            | Wyjaśnienie |
| --------------------------------------------------------------------- | --- |
| Złoty                                                                 | Zwycięzca lub mistrzostwo |
| Srebrny                                                               | 2. miejsce lub wicemistrzostwo |
| Brązowy                                                               | 3. miejsce lub II wicemistrzostwo |
| Zielony                                                               | Ukończył, punktował (w klasyfikacji generalnej, gdy zdobył co najmniej jeden punkt na przestrzeni sezonu, poza trzema powyższymi opcjami) |
| Niebieski                                                             | Ukończył, nie punktował (w klasyfikacji generalnej, gdy nie zdobył co najmniej jednego punktu na przestrzeni sezonu)                      |
| Czerwony                                                              | Nie zakwalifikował się (NZ) |
| Czerwony                                                              | Nie prekwalifikował się (NPK) |
| Różowy                                                                | Nie ukończył (NU) |
| Różowy                                                                | Niesklasyfikowany (NS) (w klasyfikacji generalnej, gdy nie został sklasyfikowany w żadnym wyścigu sezonu)                                 |
| Czarny                                                                | Zdyskwalifikowany (DK) |
| Czarny                                                                | Wykluczony (WYK/EX) |
| Biały                                                                 | Nie wystartował (NW) |
| Biały                                                                 | Kontuzjowany (K/INJ) |
| Biały                                                                 | Wyścig odwołany (OD/C) |
| Bez koloru                                                            | Został wycofany (WYC/WD) |
| Bez koloru                                                            | Nie przybył (NP/DNA) |
| Bez koloru                                                            | Nie brał udziału w treningach (NT/DNP) |
| Bez koloru                                                            | Nie został zgłoszony (–) |
| Pogrubienie                                                           | Start z pole position |
| Kursywa                                                               | Najszybsze okrążenie wyścigu |
| †                                                                     | Nie ukończył, ale jego rezultat został zaliczony ze względu na przejechanie więcej niż 90% dystansu wyścigu.                              |
| *                                                                     | Sezon w trakcie |
| 1/2/3                                                                 | Punktowana pozycja w sprincie kwalifikacyjnym                                                                                             |
| Lista systemów punktacji Formuły 1                                    | |

### Polska Formuła 3
| Rok  | Zespół                       | Samochód     | Silnik | Wyniki w poszczególnych eliminacjach | Wyniki w poszczególnych eliminacjach | Wyniki w poszczególnych eliminacjach | Wyniki w poszczególnych eliminacjach | Wyniki w poszczególnych eliminacjach | Wyniki w poszczególnych eliminacjach | Wyniki w poszczególnych eliminacjach | Pkt. | Msc. |
| ---- | ---------------------------- | ------------ | ------ | ------------------------------------ | ------------------------------------ | ------------------------------------ | ------------------------------------ | ------------------------------------ | ------------------------------------ | ------------------------------------ | ---- | ---- |
| 2001 |                              |              |        | Polska                               | Polska                               | Polska                               | Polska                               | Polska                               | Polska                               | Polska                               | 58   | 4    |
| 2001 | Jacek Sadkiewicz Racing Team | Dallara F389 | Opel   | -                                    | 4                                    | 4                                    | ?                                    | ?                                    | ?                                    | ?                                    | 58   | 4    |
| 2002 |                              |              |        | Polska                               | Polska                               | Polska                               | Polska                               | Polska                               | Polska                               |                                      | 144  | 3    |
| 2002 | Jacek Sadkiewicz Racing Team | Dallara F397 | Opel   | 3                                    | 3                                    | 3                                    | 3                                    | NU                                   | 1                                    |                                      | 144  | 3    |
| 2003 |                              |              |        | Polska                               | Polska                               | Polska                               | Polska                               | Polska                               | Czechy                               | Polska                               | 128  | 2    |
| 2003 | Jacek Sadkiewicz Racing Team | Dallara F397 | Opel   | -                                    | ?                                    | ?                                    | 2                                    | 2                                    | ?                                    | ?                                    | 128  | 2    |

### Austriacka Formuła 3
| Rok  | Zespół                       | Samochód     | Silnik | Wyniki w poszczególnych eliminacjach | Wyniki w poszczególnych eliminacjach | Wyniki w poszczególnych eliminacjach | Wyniki w poszczególnych eliminacjach | Wyniki w poszczególnych eliminacjach | Wyniki w poszczególnych eliminacjach | Wyniki w poszczególnych eliminacjach | Wyniki w poszczególnych eliminacjach | Wyniki w poszczególnych eliminacjach | Wyniki w poszczególnych eliminacjach | Wyniki w poszczególnych eliminacjach | Wyniki w poszczególnych eliminacjach | Wyniki w poszczególnych eliminacjach | Wyniki w poszczególnych eliminacjach | Wyniki w poszczególnych eliminacjach | Wyniki w poszczególnych eliminacjach | Wyniki w poszczególnych eliminacjach | Wyniki w poszczególnych eliminacjach | Pkt. | Msc. |
| ---- | ---------------------------- | ------------ | ------ | ------------------------------------ | ------------------------------------ | ------------------------------------ | ------------------------------------ | ------------------------------------ | ------------------------------------ | ------------------------------------ | ------------------------------------ | ------------------------------------ | ------------------------------------ | ------------------------------------ | ------------------------------------ | ------------------------------------ | ------------------------------------ | ------------------------------------ | ------------------------------------ | ------------------------------------ | ------------------------------------ | ---- | ---- |
| 2002 |                              |              |        | Austria                              | Austria                              | Austria                              | Austria                              | Niemcy                               | Niemcy                               | Czechy                               | Czechy                               | Czechy                               | Czechy                               | Czechy                               | Czechy                               | Niemcy                               | Niemcy                               | Niemcy                               | Niemcy                               |                                      |                                      | 26   | 15   |
| 2002 | Jacek Sadkiewicz Racing Team | Dallara F397 | Opel   | -                                    | -                                    | -                                    | -                                    | -                                    | -                                    | -                                    | -                                    | 7                                    | 6                                    | 7                                    | NU                                   | 6                                    | 6                                    | -                                    | -                                    |                                      |                                      | 26   | 15   |
| 2003 |                              |              |        | Niemcy                               | Niemcy                               | Niemcy                               | Niemcy                               | Austria                              | Austria                              | Austria                              | Austria                              | Niemcy                               | Niemcy                               | Czechy                               | Czechy                               | Austria                              | Austria                              | Czechy                               | Czechy                               | Austria                              | Austria                              | 30   | 11   |
| 2003 | Jacek Sadkiewicz Racing Team | Dallara F397 | Opel   | -                                    | -                                    | -                                    | -                                    | 7                                    | 9                                    | 4                                    | 6                                    | -                                    | -                                    | 7                                    | 7                                    | -                                    | -                                    | -                                    | -                                    | NU                                   | 11                                   | 30   | 11   |

### Niemiecka Formuła 3
| Rok  | Zespół                       | Samochód     | Silnik | Wyniki w poszczególnych eliminacjach | Wyniki w poszczególnych eliminacjach | Wyniki w poszczególnych eliminacjach | Wyniki w poszczególnych eliminacjach | Wyniki w poszczególnych eliminacjach | Wyniki w poszczególnych eliminacjach | Wyniki w poszczególnych eliminacjach | Wyniki w poszczególnych eliminacjach | Wyniki w poszczególnych eliminacjach | Wyniki w poszczególnych eliminacjach | Wyniki w poszczególnych eliminacjach | Wyniki w poszczególnych eliminacjach | Wyniki w poszczególnych eliminacjach | Wyniki w poszczególnych eliminacjach | Wyniki w poszczególnych eliminacjach | Wyniki w poszczególnych eliminacjach | Pkt. | Msc. |
| ---- | ---------------------------- | ------------ | ------ | ------------------------------------ | ------------------------------------ | ------------------------------------ | ------------------------------------ | ------------------------------------ | ------------------------------------ | ------------------------------------ | ------------------------------------ | ------------------------------------ | ------------------------------------ | ------------------------------------ | ------------------------------------ | ------------------------------------ | ------------------------------------ | ------------------------------------ | ------------------------------------ | ---- | ---- |
| 2003 |                              |              |        | Niemcy                               | Niemcy                               | Niemcy                               | Niemcy                               | Niemcy                               | Niemcy                               | Niemcy                               | Niemcy                               | Niemcy                               | Niemcy                               | Austria                              | Austria                              | Austria                              | Austria                              | Niemcy                               | Niemcy                               | 0    | NS   |
| 2003 | Jacek Sadkiewicz Racing Team | Dallara F397 | Opel   | -                                    | -                                    | -                                    | -                                    | -                                    | -                                    | -                                    | -                                    | -                                    | -                                    | -                                    | -                                    | NU                                   | 22                                   | -                                    | -                                    | 0    | NS   |